# Systemair
Systemair Aktiebolag är en tillverkare av ventilationsutrustning. Huvudkontoret finns i Skinnskatteberg där det grundades 1974. Företaget börsnoterades i oktober 2007.
Systemairs första produkt var en fläkt med runda anslutningar som installerades direkt i kanalsystemet (kanalfläkt). Därmed förenklades installationen betydligt. Företaget har breddat produktutbudet och gjort cirka 60 företagsförvärv. Systemair levererar nu produkter för inomhusklimat utom ventilationskanaler. Kunder är allt från vanliga fastigheter till badhus och fartyg. Av produktionen från fabriken i Skinnskatteberg går ca 70 % på export. Systemair är Skinnskattebergs största företag.